# Серебренниково (Алтайский край)
Серебренниково — село в Алейском районе Алтайского края России.

## Географическое положение и природные условия
Село Серебренниково расположено на Приобском плато, на берегах озера Серебренниковского.

## История
Село основано в 1770 году. В первые годы это была небольшая деревня, население которой росло медленно. Через 90 лет после основания по данным переписи 1859 года в деревне Серебренниковой насчитывалось 37 дворов с числом жителей 247 человек (122 мужчины, 125 женщин). После отмены крепостного права и разрешения селиться в Алтайском горном округе поток переселенцев на алтайские земли значительно вырос. Население деревни уже к 1893 году составляло 636 человек (311 мужчин, 325 женщин) и проживало в 191 дворе. Данные переписи свидетельствуют о наличии в деревне питейного заведения. Через шесть лет численность жителей деревни Серебренниковой Боровской волости Барнаульского уезда Томской губернии увеличилась в два раза и на 1899 год составляла 1211 человек (586 мужчин, 625 женщин) проживавших в 193 крестьянских и 9 некрестьянских дворах. Помимо питейного заведения работала мелочная лавка. Действовала подготовительная школа.
В 1928 г. состояло из 421 хозяйства, основное население — русские. Центр Серебренниковского сельсовета Боровского района Барнаульского округа Сибирского края.

Серебренниково.
Главная улица села Серебренниково.

## Население
| 1926 | 1997 | 1998 | 1999 | 2000 | 2001 | 2002 | 2003 | 2004 |
| ---- | ---- | ---- | ---- | ---- | ---- | ---- | ---- | ---- |
| 2198 | ↘247 | ↘231 | ↘218 | ↘204 | →204 | ↘172 | ↗187 | ↘156 |
| 2005 | 2006 | 2007 | 2008 | 2009 | 2010 | 2011 | 2012 | 2013 |
| ↘130 | ↘125 | ↘115 | ↘111 | →111 | ↘83  | ↘81  | ↘70  | ↘52  |

Известные люди
Родион Петрович Захаров — родился и вырос в селе Серебренниково. В годы Гражданской войны он стал политическим организатором и руководителем повстанческого движения, затем возглавил партизанское движение в Алтайской губернии.

## Инфраструктура
В селе есть крестьянское хозяйство — агропромышленный комплекс, КФК «Возрождение». Занимается производством и переработкой сельскохозяйственной продукции. Несколько лет действует социальная гостиница для престарелых граждан «Надежда».